# BB&T Atlanta Open 2019
BB&T Atlanta Open 2019 — тенісний турнір, що проходив на кортах з твердим покриттям у місті Атланта, США з 22 липня. Належав до категорії ATP Tour 250. Був турніром серії Atlanta Open 2019 року.

## Фінальна частина

### Одиночний розряд
Алекс де Мінор —  Тейлор Фріц   6–3, 7–6(7–2)

### Парний розряд
Домінік Інглот /  Остін Крайчек —  Боб Браян /  Майк Браян 6–4, 6–7(5–7), [11–9]